# الربيع بن سليمان المرادي
الربيع بن سليمان بن عبد الجبار بن كامل المرادي مولاهم أبو محمد المصري المؤذن. صاحب الإمام الشافعي وراوي كتب الأمهات عنه.

## ولادته
ولد سنة أربع وسبعين ومائة. قال الطحاوي: كان مولده ومولد إسماعيل بن يحيى المزني، ومولد بحر بن نصر سنة أربع وسبعين ومئة وكان المزني أسن من الربيع بستة أشهر وروى له الترمذي، وقد روى عنه إجازة (9/ 87)
قال الإمام السبكي: وكان مؤذنا بالمسجد الجامع بفسطاط مصر المعروف اليوم بجامع عمرو بن العاص وكان يقرأ بالألحان وكان الشافعي يحبه وقال له يوما ما أحبك إلى، وقال ما خدمنى أحد قط ما خدمنى الربيع بن سليمان وقال له يوما يا ربيع لو أمكننى أن أطعمك العلم لأطعمتك.

## روايته ونشره للمذهب الشافعي
اشتهر الربيع في كتب التراجم بأنه (صاحب الشافعي وخادمه وراوية كتبه الجديدة). قال الشيخ أبو إسحاق: وهو الذي يروي كتب الشافعي قال الشافعي: الربيع راويتي
وقد قال الشافعي فيه: أنه أحفظ أصحابي. رحل الناس إليه من أقطار الأرض لأخذ علم الشافعي ورواية كتبه قال القضاعي والربيع آخر من روى عن الشافعي في مصر.
قال الإمام السبكي: الربيع بن سليمان صاحب الشافعي وراوية كتبه والثقة الثبت فيما يرويه حتى لقد تعارض هو وأبو إبراهيم المزنى في رواية فقدم الأصحاب روايته مع علو قدر أبى إبراهيم علما ودينا ووموافقة ما رواه للقواعد وكانت الرحلة في كتب الشافعي إليه من الآفاق نحو مائتى رجل.
وقد كاشفه الشافعي بذلك حيث يقول له فيما روى عنه أنت راوية كتبى قال الربيع دخلت على الشافعي وهو مريض فقلت قوى الله ضعفك، فقال لو قوى ضعفى قتلني، قلت والله ما أردت إلا الخير، قال أعلم أنك لو شتمتنى لم ترد إلا الخير، وفي رواية قل قوى الله قوتك وضعف ضعفك.
وقال ابن أبي حاتم: سمعنا منه وهو صدوق ثقة، سئل أبي عنه فقال صدوق، وقال الخليلي ثقة متفق عليه. والمزني مع جلالته استعان على ما فاته عن الشافعي بكتاب الربيع.

## شيوخه الذين روى عنهم

### روى عن
1. أسد بن موسى
2. أيوب بن سويد الرملي
3. بشر بن بكر التنيسي
4. حجاج بن إبراهيم الأزرق
5. خالد بن عبد الرحمن
6. الخصيب بن المغيرة
7. عبد الله بن وهب
8. عبد الله بن يوسف التنيسي
9. عبد الرحمن بن زياد الرصاصي
10. عبد الرحمن بن شيبة الجدي
11. علي بن الحسن السامي
12. محمد بن إدريس الشافعي
13. يحيى بن حسان التنيسي
14. يعقوب بن إسحاق بن أبي عباد القلزمي
15. أبو يعقوب يوسف بن يحيى البويطي

## تلامذته الذين أخذوا الرواية عنه
روى عنه كبار أئمة الحديث والفقه، منهم:
1. أبو داود
2. النسائي
3. ابن ماجه
4. أبو الحسن أحمد بن بهزاذ بن مهران السيرافي
5. أبو الحريش أحمد بن عيسى الكلابي
6. أبو جعفر أحمد بن محمد بن سلامة الطحاوي
7. أبو بكر أحمد بن مسعود الرنبري العكري
8. الحسن بن حبيب الحصائري
9. زكريا الساجي
10. أبو بكر عبد الله بن محمد بن زياد النيسابوري الفقيه،
11. عبد الله بن محمد بن عبد الكريم ابن أخي أبي زرعة الرازي
12. عبد الرحمن بن أبي حاتم الرازي
13. أبو نعيم عبد الملك بن محمد بن عدي الجرجاني
14. أبو زرعة عبيد الله بن عبد الكريم الرازي
15. أبو معد عدنان بن أحمد بن طولون
16. أبو حاتم محمد بن إدريس الرازي
17. أبو إسماعيل محمد بن إسماعيل السلمي
18. أبو العباس محمد بن يعقوب الأصم النيسابوري
19. محمد بن هارون الروياني
20. موسى بن جعفر بن محمد بن عثمان العثماني
21. يحيى بن محمد بن صاعد

وقال عبد الله بن محمد بن جعفر القزويني القاضي: سمعت الربيع بن سليمان يقول: كل محدث حدث بمصر بعد ابن وهب كنت مستمليه. وروى أبو عبد الله الحسين بن أحمد بن الحسين الأسدى في كتابه في مناقب الشافعي 
أن الربيع قال كان الشافعي لا يرى الإجازة في الحديث وأنه قال أنا أخالف الشافعي في هذا. أملى الحديث بالجامع الطولوني وهو أول من أملى به ووصله أحمد بن طولون بجائزة سنية.

## وفاته
قال الطحاوى مات الربيع بن سليمان مؤذن جامع الفسطاط يوم الاثنين، ودفن يوم الثلاثاء لإحدى وعشرين ليلة خلت من شوال سنة سبعين ومائتين، وصلى عليه الأمير خمارويه بن أحمد بن طولون. قلت وعاش ابنه أبو المضا محمد بعده ثلاث سنين، ولهم شيخ آخر يقال له الربيع بن سليمان مات سنة ثلاث وسبعين نبهنا عليه لئلا يشتبه.